# 尼科洛·貝洛尼
尼科洛·貝洛尼（義大利語：Niccolò Belloni；1994年7月10日—）是一位意大利足球運動員。在場上的位置是中場。他現在效力於意大利足球乙級聯賽球隊普羅韋爾切利足球俱樂部。